# Championnat d'Europe de course à l'élimination féminin (juniors)
Le Championnat d'Europe de course à l'élimination féminin juniors est le championnat d'Europe de course à l'élimination organisé annuellement par l'Union européenne de cyclisme pour les cyclistes âgées de 17 et 18 ans. Le championnat, organisé depuis 2017, a lieu dans le cadre des championnats d'Europe de cyclisme sur piste juniors et espoirs.

## Palmarès
| Année | Or                  | Argent               | Bronze           |
| ----- | ------------------- | -------------------- | ---------------- |
| 2017  | Letizia Paternoster | Maria Martins        | Pfeiffer Georgi  |
| 2018  | Gloria Scarsi       | Shari Bossuyt        | Marta Jaskulska  |
| 2019  | Daniek Hengeveld    | Amelia Sharpe        | Taisa Churenkova |
| 2020  | Daniela Campos      | Gabriela Bártová     | Daniek Hengeveld |
| 2021  | Alina Moiseeva      | Sara Fiorin          | Lana Eberle      |
| 2022  | Barbora Němcová     | Anna Kolyzhuk        | Awen Roberts     |
| 2023  | Hélène Hesters      | Anita Baima          | Sina Temmen      |
| 2024  | Anita Baima         | Laerke Expeels       | Erin Boothman    |
| 2025  | Ida Fialla          | Gabriela Kaczmarczyk | Aglaya Kokareva  |